# Abd al-Aziz bin Fahd Al Sa'ud
ʿAbd al-ʿAzīz bin Fahd Āl Saʿūd (in arabo عبدالعزيز بن فهد بن عبد العزيز آل سعود‎?; Riad, 16 aprile 1973) è un principe, politico e imprenditore saudita, membro della famiglia reale Āl Saʿūd.

## Primi anni di vita e formazione
Abd al-Aziz nacque a Riad il 16 aprile 1973 come ultimo figlio di re Fahd. Sua madre era Al Jawhara bint Ibrahim Al Ibrahim, appartenente alla ricca famiglia Al Ibrahim. Ricevette un Bachelor of Arts in scienze amministrative presso l'Università Re Sa'ud.

## Esperienza professionale
Nel maggio 1998, il principe fu nominato ministro di Stato senza portafoglio. Nel gennaio 2000, ad appena 28 anni, fu nominato capo dell'Ufficio del Consiglio dei Ministri. Fu riferito che dopo la morte del padre cominciò a vivere in Svizzera anche se partecipava alle riunioni del Consiglio dei ministri.
Il 26 giugno 2011, fu sollevato dal suo incarico governativo con un regio decreto, infatti aveva presentato le dimissioni dal suo incarico lo stesso mese.

## Attività commerciali
I legami tra l'impresa di costruzione Saudi Oger e il principe Abd al-Aziz erano ben noti in Arabia Saudita. L'azienda è stata fondata da Rafīq al-Ḥarīrī, che ha reso grande l'impresa anche grazie all'assistenza di re Fahd. Hariri ha affermato che "La carne sulla mia spalla è di re Fahd", secondo As'ad Abu Khalil, un professore di scienze politiche della California State University, Stanislaus, che ha scritto diversi libri e gestisce il blog The Angry Arab News Service. Hariri, ex primo ministro del Libano, è stato assassinato nel 2005. Suo figlio, Saad Hariri, ha ereditato le sue quote di Saudi Oger ed è diventato primo ministro del Libano per 14 mesi prima di essere estromesso nel 2011. Saad Hariri e il principe Abd al-Aziz erano molto vicini.
Abd al-Aziz bin Fahd possedeva il cinquanta per cento delle quote dell'editrice televisiva satellitare Middle East Broadcasting Center, le rimanenti quote sono di proprietà di suo zio materno Waleed bin Ibrahim Al Ibrahim. Il principe si occupava dei profitti e della realizzazione di alcuni programmi, anche della televisione Al Arabiya.
In un affidavit della Corte Suprema di New York emerse che il principe era proprietario segreto di un portafoglio immobiliare negli Stati Uniti dal valore di un miliardo di dollari, che possiede la sede americana del gigante petrolifero BP e l'appaltatore della difesa BAE Systems (il valore del portafoglio di quest'ultima nel gennaio 2011 è stato stimato dal Daily Telegraph in 4 miliardi di sterline). La dichiarazione giurata, che è stata successivamente parzialmente sigillata dal giudice, ma che era già diventata disponibile sui blog di internet, affermava che le proprietà venivano gestite da un gruppo che comprendeva anche lo sceicco Majid Al Ibrahim, zio materno del principe, e che il controllo totale del portafoglio viene gestito da Interventure Capital Group e Interventure Advisers, entrambe con sede a New York. Secondo un comunicato stampa rilasciato da Hyatt Hotels Corporation, Interventure Capital Group è gestito da Jaber Al Ibrahim che è anche consigliere della Naseel Holding Company, società di investimento della famiglia Al Ibrahim presieduta dallo sceicco Majid Al Ibrahim.
Secondo un rapporto incontrastato del Daily Telegraph, pubblicato nel mese di ottobre del 2010, Interventure Capital Group è dietro anche a un altro importante portafoglio di immobili che viene controllato da una società con sede nel Regno Unito, la StratREAL. I beni acquistati da StratREAL per conto del principe Abd al-Aziz bin Fahd includevano le Fifth Street Towers, un complesso di uffici a Minneapolis, pagate 294 milioni di dollari. Nel maggio 2012, a seguito di una preclusione sul complesso per inadempienza dei mutui, Fifth Street Towers è stata venduta all'asta dallo sceriffo per un dollaro, essendo la proprietà gravata da 110 milioni di dollari di debiti.
Un palazzo a 5 Palace Green, nei giardini di Kensington Palace (soprannominato "Billionaires' Row"), nel luglio 2013 fu offerto in vendita ad Abd al-Aziz per 100 milioni di sterline.

## Alleanze
Il principe era uno dei più stretti collaboratori di re Abd Allah. Tuttavia, in seguito, sembra che abbia avuto un litigio con il monarca e si è avvicinato al defunto principe ereditario Nayef.

## Fortuna

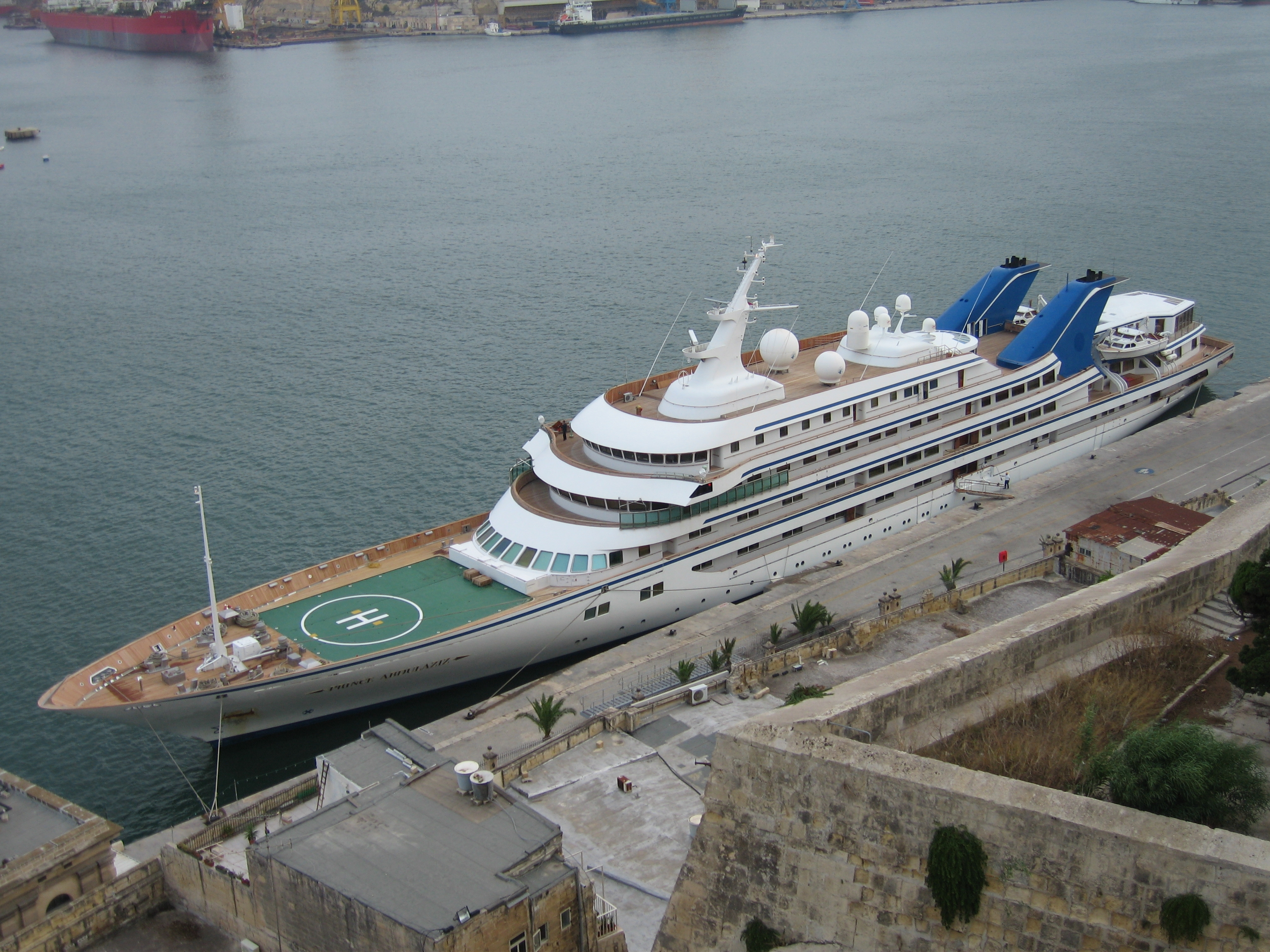
Lo yacht del principe.

Abd al-Aziz riceveva la metà di tutti i profitti del MBC. Egli possedeva un certo numero di palazzi in Arabia Saudita e in altre parti del mondo, per un valore di oltre 2 miliardi di dollari.

## Vita privata
Il principe si sposò con Al Anoud bint Faysal Al Sa'ud nel dicembre 2010. La moglie è nipote dei principi Sultan e Mish'al.
In Arabia Saudita, si occupava anche di corse di cammelli. Nel 2011, i suoi esemplari hanno vinto la gara organizzata al festival Janadriyah.
Il principe era noto per l'essere un grande giramondo alla ricerca di piacere, per questo si era dotato di un Boeing 777, di un Boeing 737 Business Jet e di un Canadair Challenger, tutti con un equipaggio di assistenti di volo occidentale e di sesso femminile. I jet privati sono arredati con una camera da letto, docce e persino un ospedale attrezzato per assicurarsi che il principe potesse raggiungere senza alcun rischio le sue frequenti destinazioni come New York, Los Angeles, Las Vegas, Miami e, meno spesso, l'Arabia Saudita.